# Steinar Bråten
Steinar Bråten (* 17. September 1962 in Drangedal) ist ein ehemaliger norwegischer Skispringer.

## Werdegang
Bråten bestritt sein erstes Weltcup-Springen am 30. Dezember 1982 in Oberstdorf zum Auftakt der Vierschanzentournee 1982/83. Überraschend sprang er bereits in seinem ersten Springen auf den 5. Platz. Am 1. Januar 1983 erreichte er in Garmisch-Partenkirchen mit Platz 2 zum ersten Mal das Podium. Er beendete die Vierschanzentournee auf Platz 5 in der Gesamtwertung. Am 16. Januar 1983 konnte er mit einem 3. Platz in Lake Placid erneut aufs Podium klettern. In den folgenden Springen kam er bis auf zwei Ausnahmen immer in die Top 10. Am 16. März 1983 konnte er in Oslo am Holmenkollen sein erstes und einziges Weltcup-Springen gewinnen. Kurz darauf zog sich Bråten bei der Skiflug-Weltmeisterschaft 1983 infolge eines Sturzes einen Bruch im Unterschenkel zu. Er beendete die Weltcup-Saison 1982/83 auf dem 6. Platz in der Gesamtwertung. Die 1983/84 begann für ihn eher schlecht, weshalb er die Saison noch vor dem offiziellen Ende abbrach. Bei den Olympischen Winterspielen 1984 in Sarajevo kam er auf der Normalschanze auf den 18. Platz. Bei der kurz nach den Spielen stattfindenden Norwegischen Meisterschaft 1984 in Hof konnte er auf der Normalschanze die Bronzemedaille gewinnen. Aufsteigende Leistungen auf nationaler Ebene waren der Grund, das Bråten Anfang 1985 wieder in den Weltcup zurückkehrte und bereits in seinen ersten Springen in Cortina d’Ampezzo, wo er Platz 11 belegte, und beim Skifliegen in Harrachov, wo er auf Platz 8 kam, seine Stärke erneut unter Beweis stellen konnte. Im Januar 1987 stieg er erneut in den Weltcup ein und konnte in Sapporo noch einmal einen 3. Platz erreichen. Zum Ende der Weltcup-Saison 1987/1988 beendete er seine aktive Skisprungkarriere.
Nach seiner aktiven Laufbahn trainierte Bråten für einige Zeit das norwegische Skisprungteam, bevor er als Wissenschaftler an die Technisch-Naturwissenschaftliche Universität Norwegens in Trondheim ging. Er arbeitet dort im Bereich der Forschung und Entwicklung der Technik im Skispringen. Zudem ist Bråten Trainer bei Olympiatoppen, einer Abteilung des Nationalen Olympischen Komitee.

## Erfolge

### Weltcupsiege im Einzel
| Nr. | Datum         | Ort  | Typ         |
| --- | ------------- | ---- | ----------- |
| 1.  | 13. März 1983 | Oslo | Großschanze |

### Weltcup-Platzierungen
| Saison  | Platz | Punkte |
| ------- | ----- | ------ |
| 1982/83 | 06.   | 126    |
| 1983/84 | 44    | 017    |
| 1984/85 | 43    | 012    |
| 1986/87 | 21    | 032    |
| 1987/88 | 71    | 002    |

### Schanzenrekorde
| Ort                    | Land        | Weite               | aufgestellt am | Rekord bis     |
| ---------------------- | ----------- | ------------------- | -------------- | -------------- |
| Garmisch-Partenkirchen | Deutschland | 103,5 m (HS: 140 m) | 1. Januar 1983 | 1. Januar 1984 |
| Bischofshofen          | Österreich  | 110,0 m (HS: 140 m) | 6. Januar 1983 | 6. Januar 1983 |